# Hiruko the Goblin
Pour plus de détails, voir Fiche technique et Distribution.
Hiruko the Goblin (妖怪ハンター ヒルコ, Yōkai hantā: Hiruko) est un film japonais réalisé par Shin'ya Tsukamoto, sorti en 1991.

## Synopsis
Un homme va libérer, un peu par hasard, une nuée d'esprits maléfiques, dont le nid se trouve être à proximité d'un lycée de campagne. Ayant pris la forme d'araignées hideuses, ces curieux fantômes vont traquer sans relâches leurs victimes afin de leur arracher la tête.

## Fiche technique
- Titre : Hiruko the Goblin
- Titre original : 妖怪ハンター ヒルコ (Yōkai hantā: Hiruko?)
- Réalisation : Shin'ya Tsukamoto
- Scénario : Kōji Tsutsumi et Shin'ya Tsukamoto, d'après le manga Yōkai hantā: Kairyūmatsuri no yoru de Daijirō Morohoshi
- Production : Masamichi Higuchi, Toshiyasu Nakamura, Toshiaki Nakazawa, Sadao Ochi et Shin Yoneyama
- Musique : Tatsushi Umegaki
- Photographie : Masahiro Kishimoto
- Montage : Yoshitami Kuroiwa
- Pays d'origine :  Japon
- Langue : japonais
- Format : couleurs - 1,85:1 - son mono - 35 mm
- Genre : horreur
- Durée : 90 minutes[1]
- Date de sortie :
  - Japon : 11 mai 1991[1]

## Distribution
- Kenji Sawada : Hieda Reijirou
- Masaki Kudō (ja) : Masao Yabe
- Hideo Murota : Watanabe
- Naoto Takenaka : Takashi Yabe
- Megumi Ueno : Tsukishima Reiko

## Distinctions
- Nomination au prix du meilleur film, lors du festival Fantasporto 1992.